# Богатирьов Семен Семенович
Семе́н Семе́нович Богатирьо́в (3 лютого (15 лютого за новим стилем) 1890, Харків — 31 грудня 1960, Москва) — радянський музикознавець, композитор, педагог, проректор. Заслужений професор УРСР (1934). Заслужений діяч мистецтв РРФСР (1946). Доктор мистецтвознавства (1947). 

## Життєпис
Семен Богатирьов народився у Харкові в сім'ї службовця. 1912 року закінчив юридичний факультет Харківського університету, 1916 року — Петроградську консерваторію по класу теорії композиції.
У 1917—1919 та 1922—1941 роках працював у Харківській консерваторії (клас композиції). Від травня до жовтня 1941 року був ректором Харківської консерваторії.
У 1941—1943 роках працював директором Будинку народної творчості в Красноярську.
У 1943—1960 роках — професор Московської консерваторії.

## Відомі учні

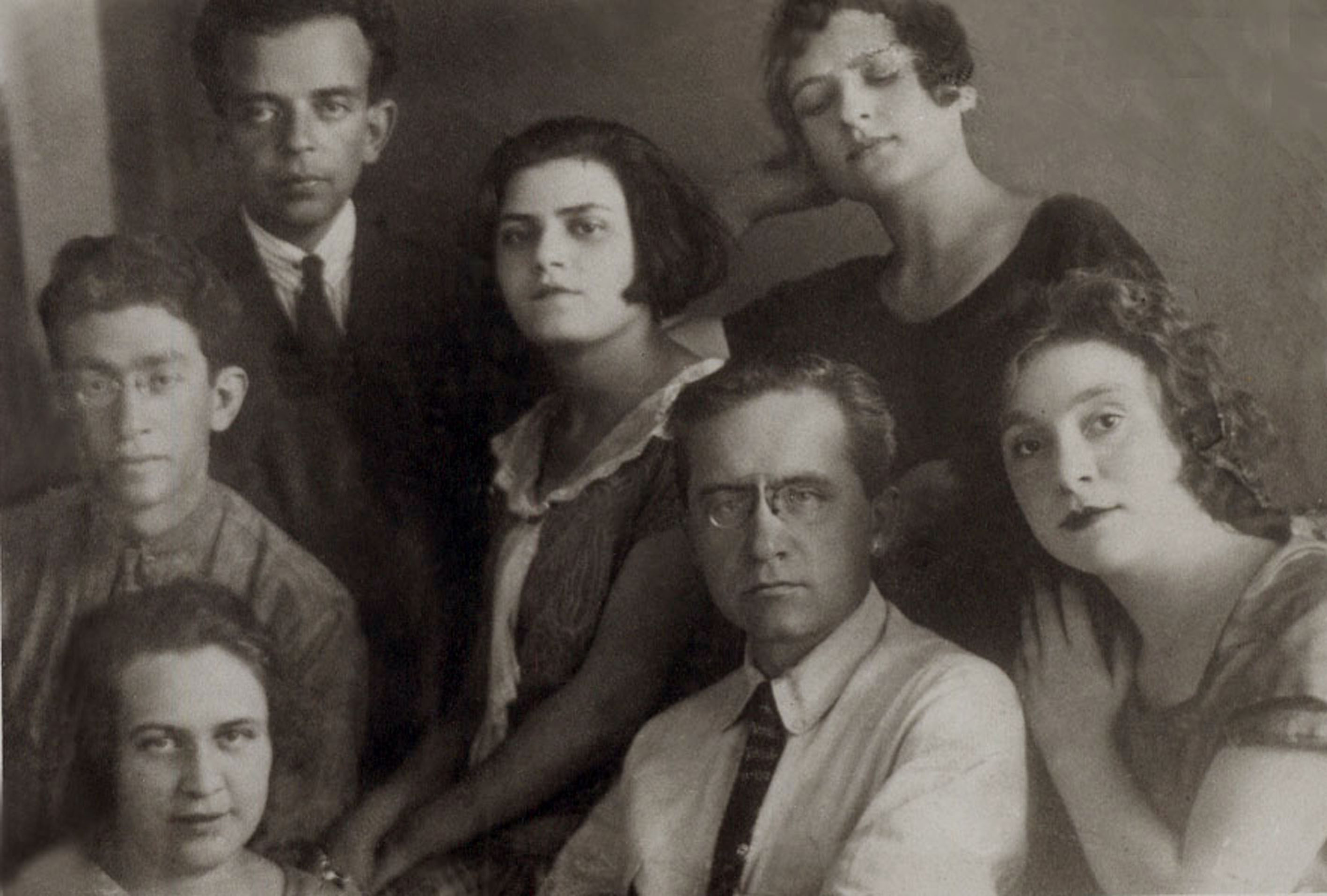
С. С. Богатирьов з учнями в Харківській консерваторії, зліва направо: Е. Адливанкіна, М. Полевський, В. Аркін, Г. Маречек, А. Лаврова-Щербініна, М. Ітигіна (кінець 1920-х рр. Фото з сімейного архіву Ю. Щербініна)

Композитори:
- Валентин Борисов
- Лев Булгаков
- Валерій Кікта
- Дмитро Клебанов
- Микола Коляда
- Андрій Лазаренко
- Едуард Лазарєв
- Юлій Мейтус
- Володимир Нахабін
- В'ячеслав Овчинников
- Соломон Файнтух
- Андрій Штогаренко
- Борис Яровинський

Музикознавці:
- Галина Бортновська
- Даніель Житомирський
- Галина Тюменєва
- Олена Філонова
- Юрій Холопов

## Творчість
Опублікував наукову працю «Подвійний канон» (1948).

## Нагороди
Нагороджено орденом Леніна й орденом Трудового Червоного Прапора.